# Le Catelier
Le Catelier település Franciaországban, Seine-Maritime megyében. Lakosainak száma 268 fő (2022. január 1.). Le Catelier Les Cent-Acres, Cropus, Muchedent, Notre-Dame-du-Parc és Saint-Hellier községekkel határos.

## Népesség
A település népességének változása:
| Lakosok száma | 240  | 248  | 260  | 261  | 266  | 270  | 275  | 271  | 268  |
|               | 2013 | 2015 | 2016 | 2017 | 2018 | 2019 | 2020 | 2021 | 2022 |